# Борепер сир Самбр
Борепер сир Самбр (фр. Beaurepaire-sur-Sambre) насеље је и општина у североисточној Француској у региону Север-Па д Кале, у департману Север која припада префектури Авне сир Елп.
По подацима из 2011. године у општини је живело 258 становника, а густина насељености је износила 32,82 становника/km². Општина се простире на површини од 7,86 km². Налази се на средњој надморској висини од 180 метара (максималној 211 m, а минималној 166 m).

## Демографија
| 1962. | 1968. | 1975. | 1982. | 1990. | 1999. | 2011. |
| ----- | ----- | ----- | ----- | ----- | ----- | ----- |
| 303   | 347   | 327   | 251   | 266   | 258   | 258   |

График промене броја становника у току последњих година